# Gle Mancang (kulle i Indonesien, lat 4,86, long 95,51)
Gle Mancang är en kulle i Indonesien.   Den ligger i provinsen Aceh, i den västra delen av landet, 1 800 km nordväst om huvudstaden Jakarta. Toppen på Gle Mancang är 89 meter över havet, eller 70 meter över den omgivande terrängen. Bredden vid basen är 1,1 km.
Terrängen runt Gle Mancang är kuperad åt nordost, men åt sydväst är den platt.Runt Gle Mancang är det mycket glesbefolkat, med 7 invånare per kvadratkilometer. I omgivningarna runt Gle Mancang växer i huvudsak städsegrön lövskog.